# ダイフク
株式会社ダイフク（英: Daifuku Co., Ltd.）は、大阪市西淀川区に本社を置く物流システム、自動倉庫などを取り扱う、世界最大手のマテリアルハンドリングメーカーである。自動車生産ラインのコンベアシステム、洗車機、電子機器用部品などの製造も手がけている。2014年から9年連続世界シェア第1位となる世界最大手企業である。JPX日経インデックス400構成銘柄の一つ。
ブランドメッセージは「Always an Edge Ahead」（オールウェイズ・アン・エッジ・アヘッド）。
また、経済産業省によって2017、2018、2019、2020年度に健康経営優良法人（ホワイト500）に、2021、2022、2023、2024年に健康経営優良法人に認定されている。

## 沿革
- 1937年（昭和12年）5月20日 - 株式会社坂口機械製作所として大阪市西淀川区に会社設立。
- 1947年（昭和22年）- 大福機工株式会社に社名変更。
- 1957年（昭和32年）- トヨタ車体にチェンコンベヤシステム1号機を納入。続いて、東洋工業（現・マツダ）、いすゞ自動車、富士重工業などに納入。
- 1963年（昭和38年）- 小牧工場第一工場操業開始。国産初のボウリングマシンを生産。
- 1965年（昭和40年）- 日本初の無人搬送車「プロントウ」を開発。
- 1969年（昭和44年）- 東証、大証、名証各1部に株式上場。（現在、大証と名証は上場廃止）
- 1977年（昭和52年）- 洗車機の生産を開始。
- 1984年（昭和59年）- 株式会社ダイフクに社名変更。半導体業界向け「クリーンウェイ」「クリーンストッカー」を開発。
- 1987年（昭和62年）- リニアモーター駆動方式の「ラムランLIM」を開発、1号機をトヨタ自動車に納入。
- 1991年（平成3年）- 株式会社コンテックと株式会社パルテックを統合、電子機器事業部・新会社コンテックを設立。
- 1993年（平成5年）- 世界初の無接触給電搬送システムを開発、1号機を関東自動車工業岩手工場に納入。
- 1994年（平成6年）6月 - マテハン・ロジスティクスの総合展示場「日に新た館」を滋賀事業所内に開館。
- 2000年（平成12年）- 洗車機販売のダイフクマジックテクノ及びユニックスを統合し、株式会社ダイフクユニックスを設立。
- 2004年（平成16年）
  - 同業のキトーから物流システム事業を買収し、ダイフク・ロジスティック・テクノロジーを設立。
  - 株式会社コンテック・イーエムエスを設立。
  - 環境対応型の自動車塗装システム「E-DIP」を開発。
- 2006年（平成18年）
  - 滋賀事業所へ工場を集約し、世界最大級のマテハン生産拠点が竣工。
  - 株式会社ダイフクキュービカエーエムエフを設立。
- 2007年（平成19年）- コンテックが東証、第2部市場に上場。
- 2009年（平成21年）- ダイフクユニックス、ダイフクキュービカエーエムエフ、ダイフクビジネスサービスの物流機器レンタル事業部門を統合し、株式会社ダイフクプラスモアを設立。
- 2010年（平成22年）- 株式会社YASUIより洗車機事業を譲受。
- 2014年（平成26年）2月17日 - 経済産業省およびNEDOが実施する「生活支援ロボット実用化プロジェクト(2009-2013)」の一環として開発した「エリア管理システム」が、サービスロボットや生活支援ロボットの安全規格であるISO13482の認証を取得[6]。

## 主な製品
- 製造業・流通向けシステム（イントラロジスティクス）　立体自動倉庫、コンベヤ・ソーター、無人搬送車、移動ラック
- 半導体・液晶生産ライン向けシステム（クリーンルーム）
- 自動車生産ライン向けシステム（オートモーティブ）
- 空港向け手荷物搬送システム（エアポート）
- 洗車機・関連商品（オートウォッシュ）
- 電子機器（エレクトロニクス）　関連会社の株式会社コンテックが事業展開している。

## 事業所
- 本社 - 大阪市西淀川区
- 東京本社 - 東京都港区
- 滋賀事業所 - 滋賀県蒲生郡日野町
- 小牧事業所 - 愛知県小牧市

## 関連会社
- 株式会社コンテック
- 株式会社ダイフクプラスモア
- 株式会社ダイフクビジネスサービス
- 株式会社ダイフク・マニュファクチャリング・テクノロジー
- 株式会社岩崎製作所